# Hermelin

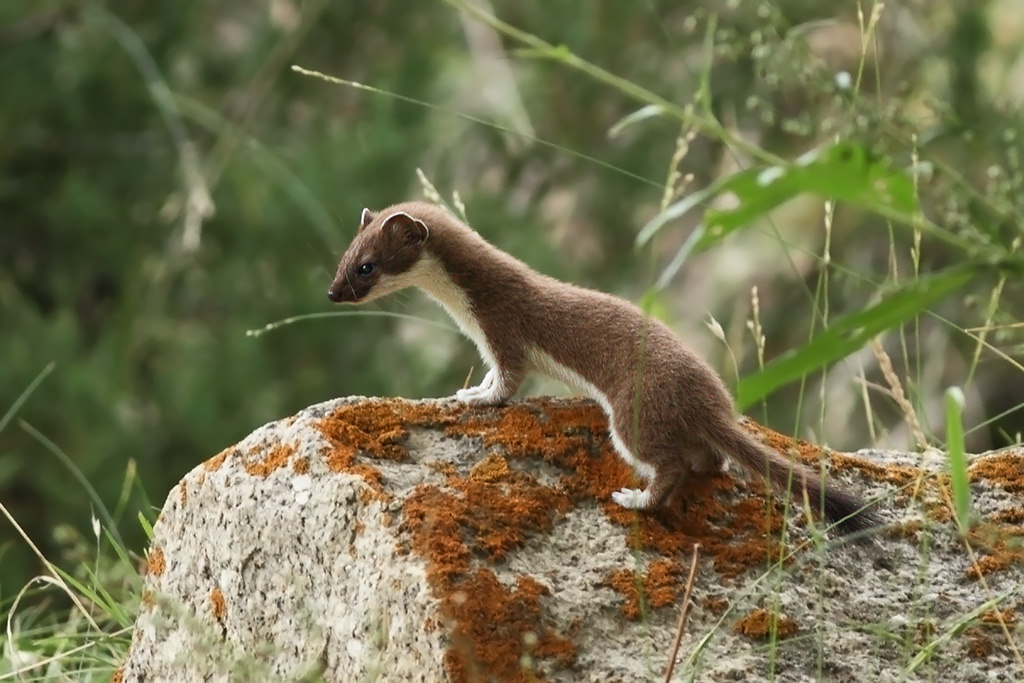
Hermelin augusztusban, Himalája, India

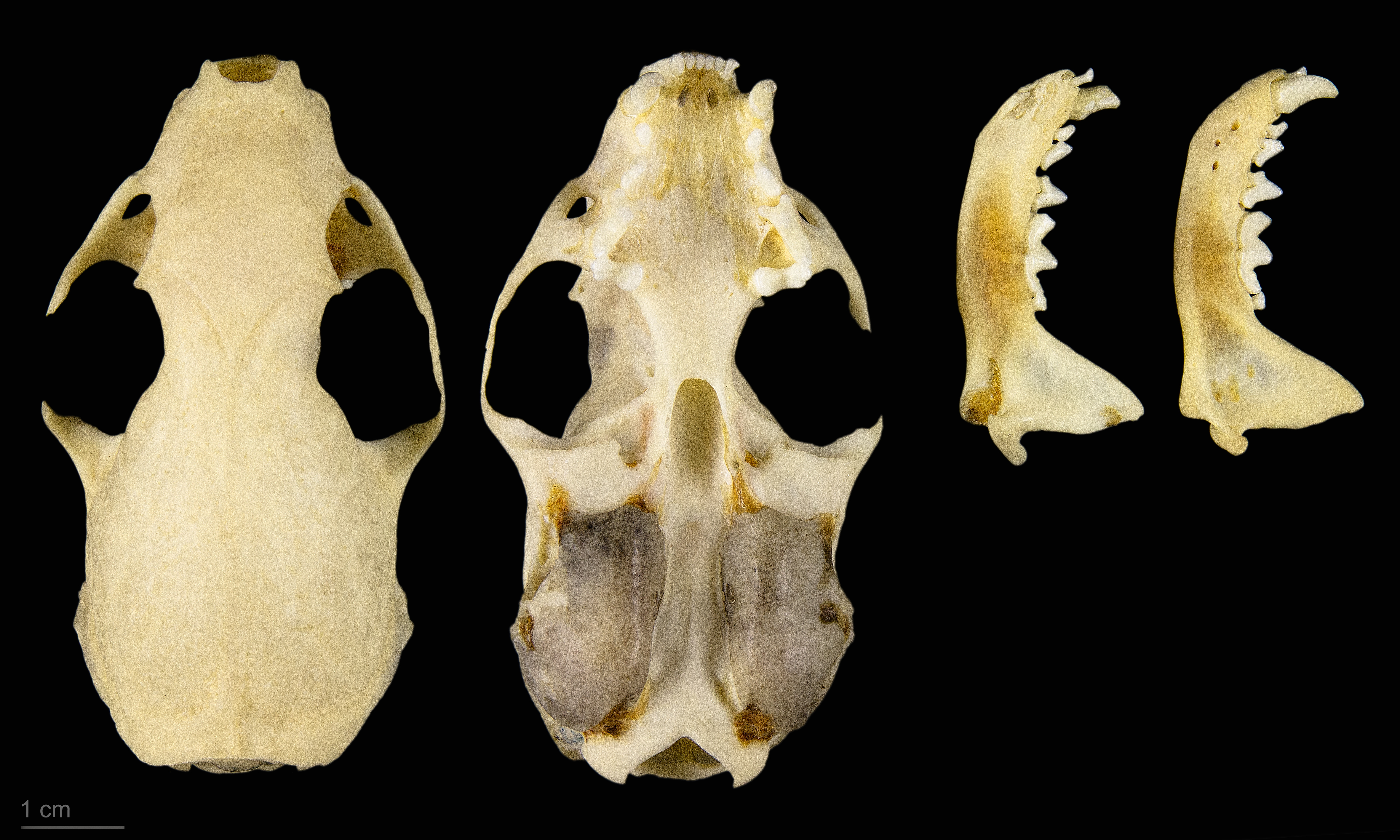
Koponyája

A hermelin (Mustela erminea) az emlősök (Mammalia) osztályának ragadozók (Carnivora) rendjébe, ezen belül a menyétfélék (Mustelidae) családjába tartozó faj. Egyéb neve hölgymenyét.
Nemének a típusfaja.

## Előfordulása
Ázsia, Európa és Észak-Amerika tundráin és a mérsékelt övi erdőségeiben él. A Földközi-tenger vidékén nem fordul elő, Magyarországon ritka, védett, természetvédelmi értéke jelenleg 50 000 forint. Új-Zélandra is betelepítették.

## Alfajai
| - északi hermelin Mustela erminea erminea - a Skandináv-félsziget - európai hermelin Mustela erminea aestiva - Nyugat- és Közép-Európa valamint Oroszország európai része - tundrai hermelin Mustela erminea arctica - Alaszka, Kanada északnyugati része és az északi kanadai szigetek - Mustela erminea augustidens - tien-sani hermelin Mustela erminea ferghanae - a Tien-san és a Pamír hegységrendszer - ír hermelin Mustela erminea hibernica - az Ír-sziget és a Man-sziget - kodiak-szigeti hermelin Mustela erminea kadiacensis - Kodiak-sziget - kelet-szibériai hermelin Mustela erminea kaneii - Szibéria keleti része, az orosz Távol-kelet, Kamcsatka, Szahalin és Hokkaidó - Karaginsky-szigeti hermelin Mustela erminea karaginensis - Karaginsky-sziget (Kamcsatka mellett) - Altáj hermelin Mustela erminea lymani - dél-Szibéria hegyvidéki részei, a Bajkál-tó környéke és Mongólia csatlakozó területei | - Mustela erminea martinoi - svájci hermelin Mustela erminea minima - Svájc - mongol hermelin Mustela erminea mongolica - Mongóliában a Góbi-Altaj tartomány - japán hermelin Mustela erminea nippon - Honsú északi része - Mustela erminea ognevi - grönlandi hermelin Mustela erminea polaris - Grönland - hebribai hermelin Mustela erminea ricinae - Hebridák - Mustela erminea salva - brit hermelin Mustela erminea stabilis - a Brit-sziget, betelepített állományai élnek Új-Zéland szigetein is - kaukázusi hermelin Mustela erminea teberdina - a Kaukázus - Tobolsk-hermelin Mustela erminea tobolica - Nyugat-Szibéria a Jenyiszejtől keletre az Altaj hegységig és Kazahsztán |

- - amerikai hermelin (Mustela richardsonii) (Bonaparte, 1838)  - a hermelinről 2021-ben leválasztott faj

| - Mustela richardsonii alascensis - Alaszka - Mustela richardsonii anguinae - Vancouver-sziget - Mustela richardsonii bangsi - a Nagy-tavak környéke - Mustela richardsonii cigognanii - a Nagy-tavak vidékétől északra és keletre - Mustela richardsonii fallenda - Mustela richardsonii gulosa - Mustela richardsonii initis | - Mustela richardsonii invicta - Mustela richardsonii muricus - Az USA délnyugati államai (Nevada, Utah, Colorado) - Mustela richardsonii olympica - Olympic-félsziget, Washington (állam) - Mustela richardsonii richardsonii - Kanada nagy része - Mustela richardsonii semplei - Baffin-sziget - Mustela richardsonii streatori |

- - Haida-szigeti hermelin (Mustela haidarum) (Preble, 1898) - a hermelinről 2021-ben leválasztott faj

## Megjelenése

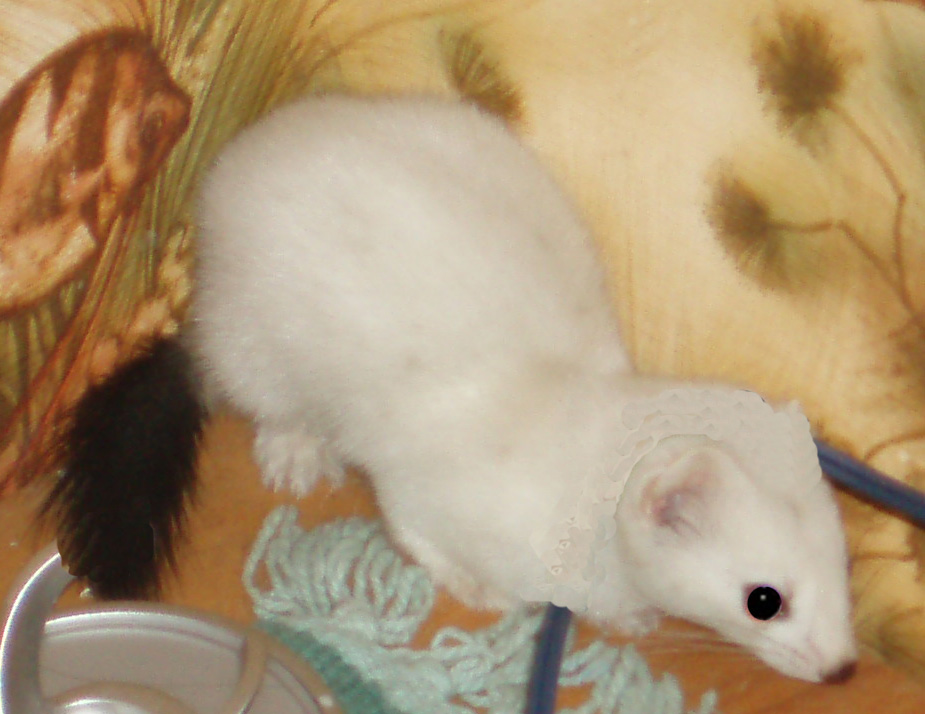
Téli bundás hermelin

Fejének és törzsének hossza élőhelyétől és nemtől függ: Európában 20-33 centiméter, Észak-Amerikában eléri a 44 centimétert. A hímek akár kétszer akkorák is lehetnek, mint a nőstények. Farka 8-12 centiméter hosszú, testtömege 70-245, néha 440 gramm is lehet.
Teste igen karcsú és nyúlánk.

## Életmódja
Általában a nedves élőhelyeket kedveli. Leginkább a nyílt területek, így a mezők, rétek, folyó- és tópartok lakója. Előfordul szántóföldeken is, ahol mindig sok rágcsálóra számíthat. A hegyvidékeken 3400 méter magasra hatol fel. A zárt erdőségeket kerüli.
Kizárólag ragadozó életmódot folytat, azaz elsősorban kisebb rágcsálókat, madarakat fogyaszt; jobb híján a rovarokra, lárvákra, vagy akár a dögevésre is ráfanyalodhat.
Technikás, ügyes vadász. Gyorsaságának köszönhetően nála nagyobb állatokat is zsákmányolhat.
Közeli rokonához, a menyéthez hasonlóan a hermelin is ért hozzá, hogy kényelmessé tegye tanyáját. Földi lyukakban, vakond- és hörcsögtanyákon, sziklahasadékokban, falrepedésekben, kőrakások alatt, fák odvában, lakatlan épületekben és sok más efféle búvóhelyen üti fel tanyáját.
A nappalt rendszerint átalussza, és alkonyatkor indul portyára, de ha éhes, fényes nappal, az emberek szeme láttára is vadászik. Napszállta felé nagyon élénk és virgonc, és először tanyája környékét kutatja át. Gyors, jellegzetesen elnyújtott ugrásokkal szalad, közben felágaskodik és figyel. Könnyeden fut és ugrik, kitűnően kúszik, és szükség esetén széles folyókat is gyorsan és biztosan úszik át.
Téli vedlése novemberben vagy decemberben kezdődik; ilyenkor az állat fekete farokhegyét leszámítva hófehér színt ölt. A fehér téli bunda először a hermelin hasán, nyakán és farka alatt kezd növekedni. Nyáron a háta gesztenyebarna; hasa és melle fehér (esetleg sárgás árnyalattal), farka hegye fekete. Az Alpoktól délre a hermelinek nem cserélik fehérre barna bundájukat. Az őszi színcsere gyorsabb, mint a tavaszi.
Természetes ellenségei főként a baglyok, rókák, macskák – valamint az ember, aki értékes bundája miatt csapdázással ritkítja számát.
Természetes életkörülmények között másfél-két évig él – a hímek valamivel rövidebb életűek, mint a nőstények. Fogságban 7–8, esetenként 10 évig élő példányokról is tudunk.

## Szaporodása
Az ivarérettséget a nőstény 6-7 hónaposan, a hím egyévesen éri el.
Párzási időszaka május közepétől augusztus közepéig tart, de a csíra nyugalmi állapota miatt az embriók csak tél végén kezdenek fejlődni. A vemhesség időtartama a pete beágyazódása után nagyjából 30 nap. A nőstény 4-5 kölyköt hoz a világra. Az újszülöttek bundája fehér, a szemük zárt. Négy hetesen már kapnak szilárd táplálékot. „Elválasztás” után még több hétig együtt maradnak anyjukkal, aki vadászni tanítja őket; az ivarérés után a hím utódok új vadászterületet keresnek, a nőstények viszont egyes esetekben anyjuk territóriumán maradnak. Túlélési esélyük erősen függ a zsákmánykínálattól.

## Rokon fajok
A Mustela nemzetség nem mindegyik tagja közeli rokonuk.
Legközelebbi rokona a menyét (Mustela nivalis), amivel össze is szokták téveszteni – fontos különbség, hogy a menyétnek van rozsdabarnás-vöröses torokfoltja, a hermelinnek ilyen soha nincs!
Közeli rokonai a görények is:  Mustela putorius, M. eversmanni, M. furo. Ez a rokonság sok félreértésre ad okot, így például Leonardo da Vinci híres festményén, a Hölgy hermelinnelen a hölgy valójában egy fehér vadászgörényt tart. (A hermelin rosszul tűri az ember közelségét, fogságban szaporodni sem igen hajlandó.)